# Суецуґу Сінґо
Суецуґу Сінґо  (яп. 末続 慎吾, 2 червня 1980) — японський легкоатлет, олімпійський медаліст.

## Виступи на Олімпіадах
| Олімпіада   | Дисципліна              | Місце     |
| ----------- | ----------------------- | --------- |
| Сідней 2000 | біг на 200 метрів       | 8 h2 r3/4 |
| Сідней 2000 | естафета 4 x 100 метрів | 6         |
| Афіни 2004  | біг на 100 метрів       | 5 h1 r2/4 |
| Афіни 2004  | естафета 4 x 100 метрів | 4         |
| Пекін 2008  | біг на 200 метрів       | 6 h7 r1/4 |
| Пекін 2008  | естафета 4 x 100 метрів | 3         |